# Arah Tiga
Arah Tiga is een bestuurslaag in het regentschap Muko-Muko van de provincie Bengkulu, Indonesië. Arah Tiga telt 1674 inwoners (volkstelling 2010).